# Lin Hongliang
Lin Hongliang (chiń. 林洪亮; ur. 1935 w Chinach, zm. 3 kwietnia 2025 w Pekinie) – chiński polonista, profesor uczelniany, tłumacz literatury polskiej na język chiński.

## Życiorys
Studiował literaturę chińską na Uniwersytecie w Wuhan w Chinach, a w 1954 roku został wysłany do Polski, gdzie w 1960 roku ukończył studia polonistyczne na Uniwersytecie Warszawskim uzyskując tytuł magistra. Po studiach wrócił do Chin i nadal zajmował się polską kulturą i literaturą.
W 2005 był gościem Pierwszego Światowego Kongresu Tłumaczy Literatury Polskiej organizowanego w Krakowie przez Instytut Książki.
Otrzymał liczne nagrody od polskich władz i środowiska literackiego za zasługi dla promocji polskiej literatury. 

## Tłumaczenia
Lin Hongliang jako pierwszy przetłumaczył na język chiński dzieła Henryka Sienkiewicza bezpośrednio z języka polskiego.

### Tłumaczenia
- Antologia wybranych opowiadań literatury światowej. Tom wschodnioeuropejski (1996),
- Bohdan Czeszko „Pokolenie” (1992),
- Jarosław Iwaszkiewicz „Wybór nowel i opowiadań: dziewczyna i gołębie” (1993),
- Adam Mickiewicz „Dziady II” (2000), „O poezji romantycznej” (1964), „Pan Tadeusz” (1998), razem z Yi Lijun,
- Eliza Orzeszkowa „O powieści T.T. Jeża” (1964),
- Bolesław Prus „O literaturze” (1964),
- Henryk Sienkiewicz „Krzyżacy” (2001), „Ogniem i mieczem” (2005), „Quo vadis” (1983), „Ta trzecia” (1997), „Trzecia kobieta: wybór nowel i opowiadań” (1987), „Wybór nowel i opowiadań: Latarnik” (1999), „Wybór nowel i opowiadań” (1993), „Wybór opowiadań: Hania” (2006),
- Wisława Szymborska „Miłość od pierwszego wejrzenia” (2003), „Wybór poezji: wołanie do Yeti” (2000),
- Aleksander Świętochowski „Chawa Rubin” (1983)[3].

### Wybrane teksty naukowe
- „Awangarda teatru absurdalnego – Stanisław Ignacy Witkiewicz”, „Gazeta Literatury i Sztuki” 1985, nr 12.
- „Henryk Sienkiewicz i Lu Xun”, w: Badania języków i kultur europejskich, tom 2, red. Feng Zhichen, wyd. Shishi Chubanshe, Pekin 2006.
- „Literatura polska i walki o wyzwolenie narodu”, „Wiedza Świata” 1980, nr 24.
- „Lu Xun i Adam Mickiewicz”, w: Zbiór pism krytycznoliterackich, t. 2, wyd. Shanghai Wenyi Chubanshe, Shang hai 1978.
- „Polska poetka Wisława Szymborska”, „Dziennik Literacki” 1996, nr 878.
- „Reformator polskiej dramaturgii Grotowski i jego eksperymentalny teatr”, „Dramaty Zagraniczne” 1980, nr 4.
- „Wybitna polska poetka Wisława Szymborska”, „Szeroki Kąt Wydawniczy” 1997, nr 1.
- „Wyjątkowa poetka polska laureatka Nagrody Nobry w dziedzinie literatury 1996 Wisława Szymborska”, „Wiedza Uniwersalna” 1997, nr 1.
- „Znakomita tradycja, wybitne osiągnięcia”, „Pisarze” 1989, nr 12.
- „O Sienkiewiczu” (monografia; 1999).
- „O Adamie Mickiewiczu” (monografia; 1990).
- „Historia teatrologii polskiej” (monografia; 1995)[3].

## Odznaczenia
- Krzyż Oficerski Orderu Zasługi Rzeczypospolitej Polskiej (2024)[5]
- Krzyż Kawalerski Orderu Zasługi Rzeczypospolitej Polskiej (2000)[2]
- Srebrny Medal Zasłużony Kulturze Gloria Artis (2010)[6]